# Élections sénatoriales françaises de 2017

Répartition des départements et territoires français par série et mode de scrutin :
Série 1 avec scrutin majoritaire.
Série 1 avec scrutin proportionnel.
Série 2 (non concernée par l'élection de 2017).

Des élections sénatoriales ont lieu en France le 24 septembre 2017 afin de renouveler la moitié des membres du Sénat, la chambre haute du Parlement.
Ce renouvellement aboutit à un renforcement de la majorité de la droite et du centre, compte tenu des succès remportés par celle-ci aux élections locales précédentes. À la suite du scrutin, Gérard Larcher (LR) est réélu président du Sénat.

## Organisation des élections

### Sénateurs concernés
Ces élections permettent d'élire les 170 sénateurs de la nouvelle série 1, qui comprend :
- les sénateurs des départements dont le numéro est compris entre 37 (Indre-et-Loire) et 66 (Pyrénées-Orientales) ;
- les sénateurs des départements d'Île-de-France ;
- les sénateurs de certains territoires situés outre-mer : Guadeloupe, Martinique, Réunion, Mayotte, Saint-Pierre-et-Miquelon et Nouvelle-Calédonie ;
- la moitié des douze sénateurs représentant les Français établis hors de France.

Le même jour, une élection sénatoriale partielle est convoquée en Savoie, à la suite de la démission de Michel Bouvard (LR) début juin.

### Modalités
Selon le nombre de sièges à pourvoir, les sénateurs sont élus au scrutin uninominal majoritaire obligatoire à deux tours (circonscriptions désignant un ou deux sénateurs) ou au scrutin de liste à la représentation proportionnelle (circonscriptions désignant trois sénateurs ou plus.) par les grands électeurs

### Composition du Sénat sortant
| Groupes parlementaires              | Groupes parlementaires | Total | En jeu | Présidents de groupe     |
| ----------------------------------- | ---------------------- | ----- | ------ | ------------------------ |
|                                     | REP                    | 142   | 53     | Bruno Retailleau         |
|                                     | SOCR                   | 86    | 46     | Didier Guillaume         |
|                                     | UC                     | 42    | 19     | François Zocchetto       |
|                                     | LREM                   | 29    | 19     | François Patriat         |
|                                     | CRC                    | 18    | 16     | Éliane Assassi           |
|                                     | RDSE                   | 16    | 7      | Gilbert Barbier          |
|                                     | RASNAG                 | 13    | 9      | Délégué : Philippe Adnot |
| Sièges vacants                      | Sièges vacants         | 2     | 1      | -                        |
| Président du Sénat : Gérard Larcher |                        |       |        |                          |

### Candidats
1 971 candidats sont recensés pour les 171 sièges à pourvoir. En 2014, 1 733 candidats s’étaient présentés.
La France insoumise ne présente pas de candidats à ces élections, décision à la fois motivée par le faible nombre de grands électeurs pouvant voter en leur faveur, mais aussi par la volonté affichée dans L'Avenir en commun de supprimer le Sénat,.

## Collège électoral
La composition du collège électoral (grands électeurs) des sénateurs a été modifiée par la loi du 2 août 2013 relative à l'élection des sénateurs.
Il s’agit :
- des députés et des sénateurs ;
- des conseillers régionaux élus dans le département,
- des conseillers départementaux,
- et des délégués des conseils municipaux qui représentent environ 95 % des grands électeurs.

Les délégués municipaux sont désignés par les communes le 30 juin 2017.
| Grands électeurs                    | Nombre | %     |
| ----------------------------------- | ------ | ----- |
| Délégués des communes               | 73 042 | 95,66 |
| Conseillers généraux                | 1 911  | 2,50  |
| Conseillers régionaux               | 966    | 1,27  |
| Députés                             | 277    | 0,36  |
| Sénateurs                           | 163    | 0,21  |
| Conseillers et délégués consulaires | 0      | 0,00  |
| Total                               | 76 359 | 100   |

## Résultats

### Résultats par nuance
| Nuances                  | Nuances                              | Nuances                              | Nuances                  | Scrutin proportionnel | Scrutin proportionnel | Scrutin proportionnel | Scrutin majoritaire | Scrutin majoritaire | Scrutin majoritaire | Scrutin majoritaire | Scrutin majoritaire | Scrutin majoritaire | Scrutin majoritaire | Total sièges |
| Nuances                  | Nuances                              | Nuances                              | Nuances                  | Scrutin proportionnel | Scrutin proportionnel | Scrutin proportionnel | Premier tour        | Premier tour        | Premier tour        | Second tour         | Second tour         | Second tour         | Total               | Total sièges |
| Nuances                  | Nuances                              | Nuances                              | Nuances                  | Voix                  | %                     | Sièges                | Voix                | %                   | Sièges              | Voix                | %                   | Sièges              | Total               | Total sièges |
| ------------------------ | ------------------------------------ | ------------------------------------ | ------------------------ | --------------------- | --------------------- | --------------------- | ------------------- | ------------------- | ------------------- | ------------------- | ------------------- | ------------------- | ------------------- | ------------ |
|                          | Les Républicains                     | Les Républicains                     | LR                       | 14 193                | 23,78                 | 41                    | 5 430               | 22,34               | 4                   | 3 816               | 23,25               | 6                   | 10                  | 51           |
|                          | Parti socialiste                     | Parti socialiste                     | SOC                      | 8 487                 | 14,22                 | 24                    | 3 567               | 14,68               | 0                   | 3 496               | 21,30               | 5                   | 5                   | 29           |
|                          | Divers droite                        | Divers droite                        | DVD                      | 8 217                 | 13,77                 | 17                    | 2 938               | 12,09               | 0                   | 2 098               | 12,78               | 4                   | 4                   | 21           |
|                          | La République en marche              | La République en marche              | REM                      | 5 315                 | 8,91                  | 9                     | 3 140               | 12,92               | 0                   | 2 600               | 15,84               | 2                   | 2                   | 11           |
|                          | Divers gauche                        | Divers gauche                        | DVG                      | 5 068                 | 8,49                  | 9                     | 2 201               | 9,06                | 0                   | 2 226               | 13,56               | 3                   | 3                   | 12           |
|                          | Union des démocrates et indépendants | Union des démocrates et indépendants | UDI                      | 4 271                 | 7,16                  | 10                    | 3 180               | 13,08               | 4                   | 1 332               | 8,12                | 2                   | 6                   | 16           |
|                          | Parti communiste français            | Parti communiste français            | COM                      | 3 843                 | 6,44                  | 7                     | 848                 | 3,49                | 0                   | 90                  | 0,55                | 0                   | 0                   | 7            |
|                          | Union de la droite                   | Union de la droite                   | UD                       | 2 556                 | 4,28                  | 8                     |                     |                     |                     |                     |                     |                     |                     | 8            |
|                          | Parti radical de gauche              | Parti radical de gauche              | RDG                      |                       |                       |                       | 975                 | 4,01                | 2                   | 114                 | 0,69                | 0                   | 2                   | 2            |
|                          | Union de la gauche                   | Union de la gauche                   | UG                       | 2 155                 | 3,61                  |                       |                     |                     |                     |                     | 6                   |                     |                     |              |
|                          | Front national                       | Front national                       | FN                       | 1 551                 | 2,60                  | 0                     | 336                 | 1,38                | 0                   | 180                 | 1,10                | 0                   | 0                   | 0            |
|                          | Majorité présidentielle              | Majorité présidentielle              | MP                       | 1 533                 | 2,57                  | 3                     |                     |                     |                     |                     |                     |                     |                     | 3            |
|                          | Écologiste                           | Écologiste                           | ECO                      | 904                   | 1,51                  | 1                     | 259                 | 1,07                | 0                   | 129                 | 0,79                | 0                   | 0                   | 1            |
|                          | Mouvement démocrate                  | Mouvement démocrate                  | MDM                      | 891                   | 1,49                  | 1                     | 754                 | 3,10                | 1                   | 271                 | 1,65                | 0                   | 1                   | 2            |
|                          | Divers                               | Divers                               | DIV                      | 462                   | 0,77                  | 0                     | 226                 | 0,93                | 0                   | 52                  | 0,32                | 1                   | 1                   | 1            |
|                          | Extrême droite                       | Extrême droite                       | EXD                      | 169                   | 0,28                  | 0                     | 1                   | 0,00                | 0                   | 0                   | 0,00                | 0                   | 0                   | 0            |
|                          | Régionaliste                         | Régionaliste                         | REG                      | 59                    | 0,10                  | 0                     | 438                 | 1,80                | 0                   |                     |                     |                     | 0                   | 0            |
|                          | La France insoumise                  | La France insoumise                  | FI                       |                       |                       |                       | 11                  | 0,05                | 0                   | 7                   | 0,04                | 0                   | 0                   | 0            |
|                          |                                      |                                      |                          |                       |                       |                       |                     |                     |                     |                     |                     |                     |                     |              |
| Suffrages exprimés       | Suffrages exprimés                   | Suffrages exprimés                   | Suffrages exprimés       | 59 674                | 97,78                 |                       | 13 600              | 97,43               |                     | 12 086              | 94,92               |                     |                     |              |
| Votes blancs             | Votes blancs                         | Votes blancs                         | Votes blancs             | 835                   | 1,37                  | 196                   | 1,40                | 353                 | 2,77                |                     |                     |                     |                     |              |
| Votes nuls               | Votes nuls                           | Votes nuls                           | Votes nuls               | 521                   | 0,85                  | 163                   | 1,17                | 294                 | 2,31                |                     |                     |                     |                     |              |
| Total                    | Total                                | Total                                | Total                    | 61 030                | 100                   | 136                   | 13 959              | 100                 | 11                  | 12 733              | 100                 | 23                  | 34                  | 170          |
| Abstention               | Abstention                           | Abstention                           | Abstention               | 1 244                 | 2,00                  |                       | 277                 | 1,95                |                     | 220                 | 1,70                |                     |                     |              |
| Inscrits / participation | Inscrits / participation             | Inscrits / participation             | Inscrits / participation | 62 274                | 98,00                 | 14 236                | 98,05               | 12 953              | 98,30               |                     |                     |                     |                     |              |

### Composition du Sénat après le renouvellement
La nouvelle composition des groupes parlementaires à l'issue du renouvellement et de l'élection partielle en Savoie est annoncée le 3 octobre. Un nouveau groupe de droite est créé, « République et Territoires — Les Indépendants », réunissant 9 anciens membres du groupe Les Républicains. 
Si les deux sièges vacants avant le renouvellement ont bien été pourvu, les démissions d'Henri de Raincourt et de François Baroin afin de respecter la loi de 2014 sur le non-cumul des mandats créent deux nouveaux sièges vacants. 
| Groupes parlementaires              | Groupes parlementaires | Composition au 3 octobre | Au 15 septembre | +/- | Présidents de groupe |
| ----------------------------------- | ---------------------- | ------------------------ | --------------- | --- | -------------------- |
|                                     | REP                    | 146                      | 142             | +4  | Bruno Retailleau     |
|                                     | SOC                    | 78                       | 86              | -8  | Didier Guillaume     |
|                                     | UC                     | 49                       | 42              | +7  | Hervé Marseille      |
|                                     | LREM                   | 21                       | 29              | -8  | François Patriat     |
|                                     | RDSE                   | 21                       | 16              | +5  | Jean-Claude Requier  |
|                                     | CRCE                   | 15                       | 18              | -3  | Éliane Assassi       |
|                                     | RTLI                   | 11                       | 0               | +11 | Claude Malhuret      |
|                                     | RASNAG                 | 5                        | 13              | -8  |                      |
| Sièges vacants                      | Sièges vacants         | 2                        | 2               |     |                      |
| Président du Sénat : Gérard Larcher |                        |                          |                 |     |                      |

### Résultats par département
| N°  | Département                     | Sénateur sortant           | Groupe | Groupe | Candidat élu ou réélu      | Groupe | Groupe |
| --- | ------------------------------- | -------------------------- | ------ | ------ | -------------------------- | ------ | ------ |
| 37  | Indre-et-Loire                  | Marie-France Beaufils      |        | CRC    | Serge Babary               |        | REP    |
| 37  | Indre-et-Loire                  | Stéphanie Riocreux         |        | LREM   | Isabelle Raimond-Pavero    |        | REP    |
| 37  | Indre-et-Loire                  | Jean-Jacques Filleul       |        | LREM   | Pierre Louault             |        | UC     |
| 38  | Isère                           | Michel Savin               |        | REP    | Michel Savin               |        | REP    |
| 38  | Isère                           | Bernard Saugey             |        | REP    | Frédérique Puissat         |        | REP    |
| 38  | Isère                           | Annie David                |        | CRC    | Guillaume Gontard          |        | CRCE   |
| 38  | Isère                           | André Vallini              |        | SOC    | André Vallini              |        | SOC    |
| 38  | Isère                           | Jacques Chiron             |        | SOC    | Didier Rambaud             |        | LREM   |
| 39  | Jura                            | Gérard Bailly              |        | REP    | Marie-Christine Chauvin    |        | REP    |
| 39  | Jura                            | Gilbert Barbier            |        | RDSE   | Sylvie Vermeillet          |        | UC     |
| 40  | Landes                          | Jean-Louis Carrère         |        | SOC    | Éric Kerrouche             |        | SOC    |
| 40  | Landes                          | Danielle Michel            |        | SOC    | Monique Lubin              |        | SOC    |
| 41  | Loir-et-Cher                    | vacant                     |        |        | Jacqueline Gourault        |        | UC     |
| 41  | Loir-et-Cher                    | Jeanny Lorgeoux            |        | SOC    | Jean-Marie Janssens        |        | UC     |
| 42  | Loire                           | Bernard Fournier           |        | REP    | Bernard Fournier           |        | REP    |
| 42  | Loire                           | Maurice Vincent            |        | LREM   | Bernard Bonne              |        | REP    |
| 42  | Loire                           | Évelyne Rivollier          |        | CRC    | Jean-Claude Tissot         |        | SOC    |
| 42  | Loire                           | Cécile Cukierman           |        | CRC    | Cécile Cukierman           |        | CRCE   |
| 43  | Haute-Loire                     | Gérard Roche               |        | UC     | Laurent Duplomb            |        | REP    |
| 43  | Haute-Loire                     | Olivier Cigolotti          |        | UC     | Olivier Cigolotti          |        | UC     |
| 44  | Loire-Atlantique                | André Trillard             |        | REP    | Christophe Priou           |        | REP    |
| 44  | Loire-Atlantique                | Joël Guerriau              |        | UC     | Joël Guerriau              |        | RTLI   |
| 44  | Loire-Atlantique                | Yannick Vaugrenard         |        | SOC    | Yannick Vaugrenard         |        | SOC    |
| 44  | Loire-Atlantique                | Michelle Meunier           |        | SOC    | Michelle Meunier           |        | SOC    |
| 44  | Loire-Atlantique                | Ronan Dantec               |        | RASNAG | Ronan Dantec               |        | RDSE   |
| 45  | Loiret                          | Éric Doligé                |        | REP    | Hugues Saury               |        | REP    |
| 45  | Loiret                          | Jean-Noël Cardoux          |        | REP    | Jean-Noël Cardoux          |        | REP    |
| 45  | Loiret                          | Jean-Pierre Sueur          |        | SOC    | Jean-Pierre Sueur          |        | SOC    |
| 46  | Lot                             | Gérard Miquel              |        | LREM   | Angèle Préville            |        | SOC    |
| 46  | Lot                             | Jean-Claude Requier        |        | RDSE   | Jean-Claude Requier        |        | RDSE   |
| 47  | Lot-et-Garonne                  | Pierre Camani              |        | SOC    | Christine Bonfanti-Dossat  |        | REP    |
| 47  | Lot-et-Garonne                  | Henri Tandonnet            |        | UC     | Jean-Pierre Moga           |        | UC     |
| 48  | Lozère                          | Alain Bertrand             |        | RDSE   | Alain Bertrand             |        | RDSE   |
| 49  | Maine-et-Loire                  | Catherine Deroche          |        | REP    | Catherine Deroche          |        | REP    |
| 49  | Maine-et-Loire                  | Christophe Béchu           |        | REP    | Stéphane Piednoir          |        | REP    |
| 49  | Maine-et-Loire                  | Daniel Raoul               |        | SOC    | Joël Bigot                 |        | SOC    |
| 49  | Maine-et-Loire                  | Corinne Bouchoux           |        | RASNAG | Emmanuel Capus             |        | RTLI   |
| 50  | Manche                          | Jean Bizet                 |        | REP    | Jean Bizet                 |        | REP    |
| 50  | Manche                          | Philippe Bas               |        | REP    | Philippe Bas               |        | REP    |
| 50  | Manche                          | Jean-Pierre Godefroy       |        | SOC    | Jean-Michel Houllegatte    |        | SOC    |
| 51  | Marne                           | René-Paul Savary           |        | REP    | René-Paul Savary           |        | REP    |
| 51  | Marne                           | Françoise Férat            |        | UC     | Françoise Férat            |        | UC     |
| 51  | Marne                           | Yves Détraigne             |        | UC     | Yves Détraigne             |        | UC     |
| 52  | Haute-Marne                     | Charles Guené              |        | REP    | Charles Guené              |        | REP    |
| 52  | Haute-Marne                     | Bruno Sido                 |        | REP    | Bruno Sido                 |        | REP    |
| 53  | Mayenne                         | Élisabeth Doineau          |        | UC     | Élisabeth Doineau          |        | UC     |
| 53  | Mayenne                         | François Zocchetto         |        | UC     | Guillaume Chevrollier      |        | REP    |
| 54  | Meurthe-et-Moselle              | Philippe Nachbar           |        | REP    | Philippe Nachbar           |        | REP    |
| 54  | Meurthe-et-Moselle              | Jean-François Husson       |        | REP    | Jean-François Husson       |        | REP    |
| 54  | Meurthe-et-Moselle              | Daniel Reiner              |        | SOC    | Véronique Guillotin        |        | RDSE   |
| 54  | Meurthe-et-Moselle              | Évelyne Didier             |        | CRC    | Olivier Jacquin            |        | SOC    |
| 55  | Meuse                           | Gérard Longuet             |        | REP    | Gérard Longuet             |        | REP    |
| 55  | Meuse                           | Christian Namy             |        | UC     | Franck Menonville          |        | RDSE   |
| 56  | Morbihan                        | Joël Labbé                 |        | RASNAG | Joël Labbé                 |        | RDSE   |
| 56  | Morbihan                        | Michel Le Scouarnec        |        | CRC    | Muriel Jourda              |        | REP    |
| 56  | Morbihan                        | Odette Herviaux            |        | SOC    | Jacques Le Nay             |        | UC     |
| 57  | Moselle                         | Jean-Louis Masson          |        | RASNAG | Jean-Louis Masson          |        | RASNAG |
| 57  | Moselle                         | Philippe Leroy             |        | REP    | Christine Herzog           |        | RASNAG |
| 57  | Moselle                         | François Grosdidier        |        | REP    | François Grosdidier        |        | REP    |
| 57  | Moselle                         | Jean-Marc Todeschini       |        | SOC    | Jean-Marc Todeschini       |        | SOC    |
| 57  | Moselle                         | Jean-Pierre Masseret       |        | LREM   | Jean-Marie Mizzon          |        | UC     |
| 58  | Nièvre                          | Anne Emery-Dumas           |        | LREM   | Nadia Sollogoub            |        | UC     |
| 58  | Nièvre                          | Gaëtan Gorce               |        | SOC    | Patrice Joly               |        | SOC    |
| 59  | Nord                            | Alain Poyart               |        | REP    | Marc-Philippe Daubresse    |        | REP    |
| 59  | Nord                            | Jacques Legendre           |        | REP    | Brigitte Lherbier          |        | REP    |
| 59  | Nord                            | Valérie Létard             |        | UC     | Valérie Létard             |        | UC     |
| 59  | Nord                            | Alex Türk                  |        | RASNAG | Olivier Henno              |        | UC     |
| 59  | Nord                            | René Vandierendonck        |        | SOC    | Jean-Pierre Decool         |        | RTLI   |
| 59  | Nord                            | Delphine Bataille          |        | LREM   | Dany Wattebled             |        | RTLI   |
| 59  | Nord                            | Michel Delebarre           |        | SOC    | Frédéric Marchand          |        | LREM   |
| 59  | Nord                            | Dominique Bailly           |        | SOC    | Patrick Kanner             |        | SOC    |
| 59  | Nord                            | Anne-Lise Dufour-Tonini    |        | SOC    | Martine Filleul            |        | SOC    |
| 59  | Nord                            | Éric Bocquet               |        | CRC    | Éric Bocquet               |        | CRCE   |
| 59  | Nord                            | Michelle Demessine         |        | CRC    | Michelle Gréaume           |        | CRCE   |
| 60  | Oise                            | Caroline Cayeux            |        | REP    | Olivier Paccaud            |        | REP    |
| 60  | Oise                            | Alain Vasselle             |        | REP    | Nadège Lefebvre            |        | REP    |
| 60  | Oise                            | Yves Rome                  |        | LREM   | Édouard Courtial           |        | REP    |
| 60  | Oise                            | Laurence Rossignol         |        | SOC    | Laurence Rossignol         |        | SOC    |
| 61  | Orne                            | Nathalie Goulet            |        | UC     | Nathalie Goulet            |        | UC     |
| 61  | Orne                            | Jean-Claude Lenoir         |        | REP    | Sébastien Leroux           |        | REP    |
| 62  | Pas-de-Calais                   | Jean-François Rapin        |        | REP    | Jean-François Rapin        |        | REP    |
| 62  | Pas-de-Calais                   | Jean-Marie Vanlerenberghe  |        | UC     | Jean-Marie Vanlerenberghe  |        | UC     |
| 62  | Pas-de-Calais                   | Catherine Génisson         |        | SOC    | Catherine Fournier         |        | UC     |
| 62  | Pas-de-Calais                   | Daniel Percheron           |        | SOC    | Jean-Pierre Corbisez       |        | RDSE   |
| 62  | Pas-de-Calais                   | Jean-Claude Leroy          |        | SOC    | Michel Dagbert             |        | SOC    |
| 62  | Pas-de-Calais                   | Hervé Poher                |        | SOC    | Sabine Van Heghe           |        | SOC    |
| 62  | Pas-de-Calais                   | Dominique Watrin           |        | CRC    | Dominique Watrin           |        | CRCE   |
| 63  | Puy-de-Dôme                     | Alain Néri                 |        | SOC    | Jean-Marc Boyer            |        | REP    |
| 63  | Puy-de-Dôme                     | Michèle André              |        | SOC    | Éric Gold                  |        | RDSE   |
| 63  | Puy-de-Dôme                     | Jacques-Bernard Magner     |        | SOC    | Jacques-Bernard Magner     |        | SOC    |
| 64  | Pyrénées-Atlantiques            | Jean-Jacques Lasserre      |        | UC     | Denise Saint-Pé            |        | UC     |
| 64  | Pyrénées-Atlantiques            | Georges Labazée            |        | SOC    | Max Brisson                |        | REP    |
| 64  | Pyrénées-Atlantiques            | Frédérique Espagnac        |        | SOC    | Frédérique Espagnac        |        | SOC    |
| 65  | Hautes-Pyrénées                 | Josette Durrieu            |        | SOC    | Viviane Artigalas          |        | SOC    |
| 65  | Hautes-Pyrénées                 | Michel Pélieu              |        | RDSE   | Maryse Carrère             |        | RDSE   |
| 66  | Pyrénées-Orientales             | François Calvet            |        | LR     | François Calvet            |        | REP    |
| 66  | Pyrénées-Orientales             | Hermeline Malherbe         |        | RDSE   | Jean Sol                   |        | REP    |
| 75  | Paris                           | Yves Pozzo di Borgo        |        | UC     | Catherine Dumas            |        | REP    |
| 75  | Paris                           | Pierre Charon              |        | REP    | Pierre Charon              |        | REP    |
| 75  | Paris                           | Chantal Jouanno            |        | UC     | Céline Boulay-Espéronnier  |        | REP    |
| 75  | Paris                           | Philippe Dominati          |        | REP    | Philippe Dominati          |        | REP    |
| 75  | Paris                           | Marie-Noëlle Lienemann     |        | SOC    | Marie-Noëlle Lienemann     |        | SOC    |
| 75  | Paris                           | Roger Madec                |        | SOC    | Rémi Féraud                |        | SOC    |
| 75  | Paris                           | Bariza Khiari              |        | LREM   | Marie-Pierre de La Gontrie |        | SOC    |
| 75  | Paris                           | Jean-Pierre Caffet         |        | LREM   | Julien Bargeton            |        | LREM   |
| 75  | Paris                           | David Assouline            |        | SOC    | David Assouline            |        | SOC    |
| 75  | Paris                           | Leila Aïchi                |        | UC     | Bernard Jomier             |        | SOC    |
| 75  | Paris                           | Jean Desessard             |        | RASNAG | Esther Benbassa            |        | CRCE   |
| 75  | Paris                           | Pierre Laurent             |        | CRC    | Pierre Laurent             |        | CRCE   |
| 77  | Seine-et-Marne                  | Pierre Cuypers             |        | REP    | Pierre Cuypers             |        | REP    |
| 77  | Seine-et-Marne                  | Anne Chain-Larché          |        | REP    | Anne Chain-Larché          |        | REP    |
| 77  | Seine-et-Marne                  | Colette Mélot              |        | REP    | Colette Mélot              |        | RTLI   |
| 77  | Seine-et-Marne                  | Vincent Éblé               |        | SOC    | Vincent Éblé               |        | SOC    |
| 77  | Seine-et-Marne                  | Hélène Lipietz             |        | RASNAG | Claudine Thomas            |        | REP    |
| 77  | Seine-et-Marne                  | Michel Billout             |        | CRC    | Arnaud de Belenet          |        | LREM   |
| 78  | Yvelines                        | Marie-Annick Duchêne       |        | REP    | Alain Schmitz              |        | REP    |
| 78  | Yvelines                        | Sophie Primas              |        | REP    | Sophie Primas              |        | REP    |
| 78  | Yvelines                        | Alain Gournac              |        | REP    | Marta de Cidrac            |        | REP    |
| 78  | Yvelines                        | Gérard Larcher (président) |        | REP    | Gérard Larcher             |        | REP    |
| 78  | Yvelines                        | Philippe Esnol             |        | RDSE   | Michel Laugier             |        | UC     |
| 78  | Yvelines                        | Catherine Tasca            |        | SOC    | Martin Lévrier             |        | LREM   |
| 91  | Essonne                         | Vincent Delahaye           |        | UC     | Vincent Delahaye           |        | UC     |
| 91  | Essonne                         | Serge Dassault             |        | REP    | Jocelyne Guidez            |        | UC     |
| 91  | Essonne                         | Claire-Lise Campion        |        | SOC    | Jean-Raymond Hugonet       |        | REP    |
| 91  | Essonne                         | Michel Berson              |        | LREM   | Laure Darcos               |        | REP    |
| 91  | Essonne                         | Jean-Vincent Placé         |        | SOC    | Olivier Léonhardt          |        | RDSE   |
| 92  | Hauts-de-Seine                  | Hervé Marseille            |        | UC     | Hervé Marseille            |        | UC     |
| 92  | Hauts-de-Seine                  | Isabelle Debré             |        | REP    | Philippe Pemezec           |        | REP    |
| 92  | Hauts-de-Seine                  | Roger Karoutchi            |        | REP    | Roger Karoutchi            |        | REP    |
| 92  | Hauts-de-Seine                  | Marie-France de Rose       |        | REP    | Christine Lavarde          |        | REP    |
| 92  | Hauts-de-Seine                  | André Gattolin             |        | LREM   | André Gattolin             |        | LREM   |
| 92  | Hauts-de-Seine                  | Philippe Kaltenbach        |        | SOC    | Xavier Iacovelli           |        | SOC    |
| 92  | Hauts-de-Seine                  | Brigitte Gonthier-Maurin   |        | CRC    | Pierre Ouzoulias           |        | CRCE   |
| 93  | Seine-Saint-Denis               | Vincent Capo-Canellas      |        | UC     | Vincent Capo-Canellas      |        | UC     |
| 93  | Seine-Saint-Denis               | Philippe Dallier           |        | REP    | Philippe Dallier           |        | REP    |
| 93  | Seine-Saint-Denis               | Aline Archimbaud           |        | RASNAG | Annie Delmont-Koropoulis   |        | REP    |
| 93  | Seine-Saint-Denis               | Gilbert Roger              |        | SOC    | Gilbert Roger              |        | SOC    |
| 93  | Seine-Saint-Denis               | Évelyne Yonnet             |        | SOC    | Fabien Gay                 |        | CRCE   |
| 93  | Seine-Saint-Denis               | Éliane Assassi             |        | CRC    | Éliane Assassi             |        | CRCE   |
| 94  | Val-de-Marne                    | Christian Cambon           |        | REP    | Christian Cambon           |        | REP    |
| 94  | Val-de-Marne                    | Catherine Procaccia        |        | REP    | Catherine Procaccia        |        | REP    |
| 94  | Val-de-Marne                    | Esther Benbassa            |        | RASNAG | Laurent Lafon              |        | UC     |
| 94  | Val-de-Marne                    | Laurent Dutheil            |        | SOC    | Sophie Taillé-Polian       |        | SOC    |
| 94  | Val-de-Marne                    | Laurence Cohen             |        | CRC    | Laurence Cohen             |        | CRCE   |
| 94  | Val-de-Marne                    | Christian Favier           |        | CRC    | Pascal Savoldelli          |        | CRCE   |
| 95  | Val-d'Oise                      | Francis Delattre           |        | REP    | Arnaud Bazin               |        | REP    |
| 95  | Val-d'Oise                      | Hugues Portelli            |        | REP    | Jacqueline Eustache-Brinio |        | REP    |
| 95  | Val-d'Oise                      | Dominique Gillot           |        | SOC    | Sébastien Meurant          |        | REP    |
| 95  | Val-d'Oise                      | Alain Richard              |        | LREM   | Alain Richard              |        | LREM   |
| 95  | Val-d'Oise                      | Robert Hue                 |        | RDSE   | Rachid Temal               |        | SOC    |
| 971 | Guadeloupe                      | Jacques Gillot             |        | LREM   | Victorin Lurel             |        | SOC    |
| 971 | Guadeloupe                      | Jacques Cornano            |        | LREM   | Victoire Jasmin            |        | SOC    |
| 971 | Guadeloupe                      | Félix Desplan              |        | LREM   | Dominique Théophile        |        | LREM   |
| 972 | Martinique                      | Serge Larcher              |        | SOC    | Catherine Conconne         |        | SOC    |
| 972 | Martinique                      | Maurice Antiste            |        | SOC    | Maurice Antiste            |        | SOC    |
| 974 | La Réunion                      | Didier Robert              |        | REP    | Nassimah Dindar            |        | UC     |
| 974 | La Réunion                      | Michel Fontaine            |        | REP    | Jean-Louis Lagourgue       |        | RTLI   |
| 974 | La Réunion                      | Gélita Hoarau              |        | CRC    | Viviane Malet              |        | REP    |
| 974 | La Réunion                      | Michel Vergoz              |        | LREM   | Michel Dennemont           |        | LREM   |
| 975 | Saint-Pierre-et-Miquelon        | Karine Claireaux           |        | LREM   | Stéphane Artano            |        | RDSE   |
| 976 | Mayotte                         | Thani Mohamed Soilihi      |        | LREM   | Thani Mohamed Soilihi      |        | LREM   |
| 976 | Mayotte                         | Abdourahamane Soilihi      |        | REP    | Abdallah Hassani           |        | LREM   |
| 987 | Nouvelle-Calédonie              | Pierre Frogier             |        | REP    | Pierre Frogier             |        | REP    |
| 987 | Nouvelle-Calédonie              | Hilarion Vendégou          |        | REP    | Gérard Poadja              |        | UC     |
| NC  | Français établis hors de France | Jean-Pierre Cantegrit      |        | REP    | Jean-Pierre Bansard        |        | REP    |
| NC  | Français établis hors de France | Louis Duvernois            |        | REP    | Évelyne Renaud-Garabedian  |        | REP    |
| NC  | Français établis hors de France | Joëlle Garriaud-Maylam     |        | REP    | Joëlle Garriaud-Maylam     |        | REP    |
| NC  | Français établis hors de France | Christiane Kammermann      |        | REP    | Ronan Le Gleut             |        | REP    |
| NC  | Français établis hors de France | Hélène Conway-Mouret       |        | SOC    | Hélène Conway-Mouret       |        | SOC    |
| NC  | Français établis hors de France | Jean-Yves Leconte          |        | SOC    | Jean-Yves Leconte          |        | SOC    |

## Élection du président du Sénat
L'élection du président du Sénat se déroule le 2 octobre 2017. 
| Candidat                 | Candidat                 | Groupe                   | Premier tour | Premier tour |
| Candidat                 | Candidat                 | Groupe                   | Voix         | %            |
| ------------------------ | ------------------------ | ------------------------ | ------------ | ------------ |
|                          | Gérard Larcher           | REP                      | 223          | 70,35        |
|                          | Didier Guillaume         | SOC                      | 79           | 24,92        |
|                          | Éliane Assassi           | CRCE                     | 15           | 4,73         |
|                          |                          |                          |              |              |
| Exprimés                 | Exprimés                 | Exprimés                 | 317          | 92,42        |
| Blancs                   | Blancs                   | Blancs                   | 24           | 7,00         |
| Nuls                     | Nuls                     | Nuls                     | 2            | 0,58         |
| Total des votants        | Total des votants        | Total des votants        | 343          | 100          |
| Abstentions              | Abstentions              | Abstentions              | 5            | 1,44         |
| Inscrits / Participation | Inscrits / Participation | Inscrits / Participation | 348          | 98,56        |